# Esther Friesner
Esther Mona Friesner-Stutzman, née Friesner, le 16 juillet 1951, est une romancière américaine de science-fiction et de fantasy.

## Biographie
Friesner étudie à la Hunter College High School et au Vassar College. Elle obtient son doctorat d’espagnol, et commence par enseigner avant de devenir auteur. Elle a publié des nouvelles et de nombreux romans, et a également édité plusieurs anthologies.
Elle remporte deux prix Nebula consécutifs dans la catégorie meilleure nouvelle courte, en 1995 pour Death and the Librarian et l’année suivante pour A Birthday ; dans cette même catégorie, elle est aussi sélectionnée en 1993 pour All Vows et en 2006 pour Helen Remembers the Stork Club ; elle est également sélectionnée dans la catégorie meilleure nouvelle longue en 1995 pour Jesus at the Bat et en 1999 pour How to Make Unicorn Pie.
Elle a été sélectionnée à plusieurs prix Locus, celui du meilleur roman de fantasy en 1987 par New York by Knight et en 1989 pour Druid's Blood, celui de la meilleure nouvelle longue en 1999 pour Brown Dust, en 2000 pour How to Make Unicorn Pie et en 2006 pour à la fois The Fraud et Last Man Standing, et celui de la meilleure nouvelle courte pour All Vows en 1993, A Birthday en 1996 (sélectionnée la même année au prix Hugo de la meilleure nouvelle courte) et Helen Remembers the Stork Club en 2006.
Elle a aussi remporté le prix E. E. Smith Memorial en 1994.

## Œuvres
Les titres donnés sont les titres originaux.

### Séries
- Chronicles of the Twelve Kingdoms
  - Mustapha and His Wise Dog
  - Spells of Mortal Weaving
  - The Witchwood Cradle
  - The Water King's Laughter
- Demons
  - Here Be Demons
  - Demon Blues
  - Hooray For Hellywood
- New York by Knight
  - New York by Knight
  - Elf Defense
  - Sphynxes Wild
- Gnome Man's Land
  - Gnome Man's Land
  - Harpy High
  - Unicorn U
- Majyk
  - Majyk by Accident
  - Majyk by Hook Or Crook
  - Majyk by Design
- Becca of Wiserways
  - The Psalms Of Herod
  - The Sword Of Mary
- Chicks in Chainmail
  - Chicks in Chainmail
  - Did You Say Chicks?!
  - Chicks 'n Chained Males
  - The Chick is in the Mail
  - Turn the Other Chick
- Sabrina the Teenage Witch
  - Prisoner of Cabin 13 (11e livre de la série)
- Livres de l’univers Star Trek
  - Warchild, septembre 1994, série Star Trek : Deep Space Nine, livre 7
  - To Storm Heaven, décembre 1997, série numérotée Star Trek: The Next Generation, livre 46
- Princesses of Myth
  - Nobody's Princess, avril 2007
  - Nobody's Prize, avril 2008
  - Sphinx's Princess, 2009
  - Sphinx's Queen

### Autres romans
- Harlot's Ruse
- The Silver Mountain
- Druid's Blood
- Yesterday We Saw Mermaids
- Split Heirs (avec Lawrence Watt-Evans (en))
- Wishing Season
- Warchild (Friesner novel)
- The Sherwood Game
- Child of the Eagle
- Playing with Fire
- Men in Black II
- E.Godz (avec Robert Asprin)
- Temping Fate

### Recueils
- It's Been Fun
- Up The Wall & Other Tales of King Arthur and His Knights
- Death and the Librarian and Other Stories

### Poèmes
- Who Made the Stew on Betelgeuse II
- Lovers